# Duxelles
Duxelles, in het Nederlands ook wel in enkelvoud duxelle, is een fijngesneden mengsel van paddenstoelen, ui, sjalot en kruiden, die worden gesauteerd in weinig boter.

## Bereiding
Duxelles worden gebakken tot het mengsel de structuur van een pasta heeft, en kan worden gebruikt als vulling of saus. Het is een van de ingrediënten van Beef Wellington. Duxelles kan worden bereid met wilde of met tamme paddenstoelen, afhankelijk van de gewenste smaak.

## Oorsprong
De oorsprong van duxelles wordt in de literatuur vaak toegewezen aan de 17e-eeuwse Franse kok François-Pierre de La Varenne, die het gerecht zou hebben genoemd naar de markies van Uxelles (Marquis d'Uxelles). De term komt echter niet voor in zijn kookboeken, en waar deze in 18e-eeuwse recepten voorkomt, wordt het mengsel niet met paddenstoelen maar met (rivier)kreeft gemaakt.